# Långetjärnen (Landvetters socken, Västergötland, 639675-128546)
Långetjärnen är en sjö i Härryda kommun i Västergötland och ingår i Kungsbackaåns huvudavrinningsområde.